# Gon Buurman
Gonda Aukje (Gon) Buurman (Apeldoorn, 12 augustus 1939 – 28 juli 2023) was een Nederlands fotografe die onder andere belangrijk is geweest voor het vastleggen van de tweede feministische golf in Nederland. Zij maakte foto's van vele aspecten van deze beweging, bijvoorbeeld van de homodemonstratie in 1979 en van vrouwencafé Saarein. Buurman publiceerde daarnaast diverse boeken waarin liefde en verlangen van bijzondere mensen op intieme wijze zijn afgebeeld.

## Loopbaan

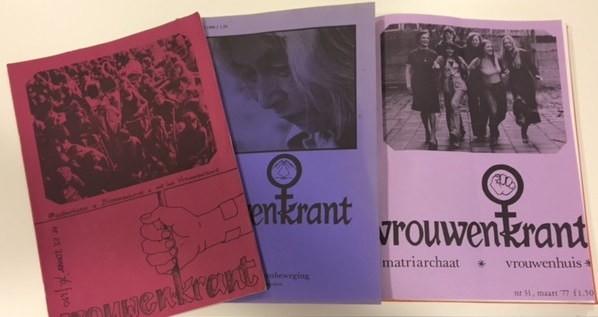
Foto van drie nummers van de Vrouwenkrant

Buurman groeide op in een christelijk milieu in Epe en Leeuwarden. Na het behalen van haar MULO-diploma verhuisde ze in 1959 naar Den Haag. Ze werkte aldaar op een christelijk kantoor, waar zij – zoals destijds gebruikelijk was – stopte toen zij in 1963 trouwde. Na elf jaar huwelijk scheidde zij van haar man, met wie zij in 1965 en 1967 twee zoons had gekregen. In de jaren 70 werd Buurman lid van de Haagse feministische actiegroep Man Vrouw Maatschappij. Zij werd verliefd op een vrouw en verhuisde naar Amsterdam waar ze woonde in de vrouwencommune Brood en Rozen. 
Tijdens een vakantie in Frankrijk kwam Buurman in aanraking met fotografie. Toen ze na haar vakantie terugkwam in Amsterdam kocht ze een Russische Camera, een Zenit. Die waren niet zo duur. Haar loopbaan begon met het fotograferen van haar directe omgeving en heel veel op straat. Ze zat in de redactie van de Vrouwenkrant en maakte de omslagen. In 1983 kreeg ze haar eerste grote opdracht van de AVRO. Ze moest mensen fotograferen die bijna 65 waren, voor de leader van het televisieprogramma Pensioen in Zicht. Ze leerde al doende. 
In 1987 publiceerde zij haar eerste fotoboek: Poseuses Portraits of Women teksten Pamela Pattynama. In 1991 brak zij door met Aan hartstocht geen gebrek, een fotoboek, teksten Karin Spaink, over het erotische leven van mensen met een handicap. Haar volgende boek, Over liefde, teksten Marjo van Soest, verscheen in 1995. In 1994 en '95 maakte Buurman de foto's voor de vuurwerkcampagne van SIRE. In opdracht van de Anne Frank Stichting, het Nationaal Comité 4 en 5 mei, en ICODO maakte zij in 2000 het boek De stilte die spreekt, herdenken in diversiteit, een boek met portretten van en interviews met personen over wat herdenken voor hen persoonlijk betekent. Een groot deel van de collectie van Gon Buurman is in 2007 ondergebracht bij het IIAV, het huidige Atria. In 2014 heeft Buurman het homo-specifieke deel van haar werk geschonken aan IHLIA LGBT Heritage
Gon Buurman woonde  in de Jordaan in Amsterdam en is op 28 juli 2023 op 83-jarige leeftijd overleden.

## Erkenning
- Op 25 april 1992 ontving Buurman twee prijzen van Stichting Zilveren Camera, een stichting die ten doel heeft de kwaliteit van de fotojournalistiek in Nederland te verhogen.[7] Zij was de eerste vrouwelijke fotograaf die ooit twee prijzen mocht ontvangen. In de categorie 'Sociaal' won zij de eerste prijs met een foto over aids. In de categorie 'Portretten' won zij de tweede prijs met een serie foto's die zij in 1991 had gepubliceerd in haar fotoboek Aan hartstocht geen gebrek.[8]
- Voor Aan hartstocht geen gebrek ontvingen Buurman en Spaink in 1993 eveneens de NVSH-(Mary Zeldenrust)-persprijs[9]
- Voor de SIRE vuurwerkcampagnes in 1993/1994 en 1994/1995 kreeg ze in 1995 een Oorkonde uitgereikt.

## Tentoonstellingen
- Onder Vrouwen - exposeerde met andere vrouwelijke fotografen in Galerie Amazone te Amsterdam met het boek Onder Vrouwen (1983)
- vertegenwoordigde Nederland op FACE KOPENHAGEN (1995), de expositie reisde na afloop door Scandinavië (1996)
- Solo-exposities in het stadhuis van Den Haag, Nijmegen en in het Amsterdams Historisch Museum (1996)
- Beroepen en portretten van vrouwen - Solo-expositie in het Historisch Museum Haarlem (1998)
- The life of women - solo-expositie in de Melkweg 2006 tegelijk met de verschijning van het gelijknamige boek, tekst Anja Meulenbelt
- De intieme blik: een keuze uit het oeuvre van fotograaf Gon Buurman (16 feb - 28 apr 2017 IHLIA LGBT Heritage & Atria)

## Publicaties (selectie)
- Buurman, Gon en Pamela Pattynama. Poseuses Portraits of Women. Amsterdam: Uitgeverij An Dekker/Schorer, 1987. ISBN 978-90-5071-028-2
- Buurman, Gon en Spaink, Karin. Aan Hartstocht Geen Gebrek: Handicap en Lichaamsbeleving. Amsterdam: Uitgeverij Ploegsma B.V., 1991. ISBN 90-216-7001-1
- Buurman, Gon en Marjo van Soest. Over liefde. Amsterdam: Uitgeverij De Brink, cop. 1995. ISBN 978-90-2167-271-7
- Buurman, Gon en Sanders, Stephan. Uit Verlangen: portretten van lesbische vrouwen en homomannen. Amsterdam: Uitgeverij Van Gennep B.V., 1996. ISBN 978-90-5515-122-6
- Buurman, Gon en Karen Polak & Judith Schuyf . Een stilte die spreekt. Herdenken in diversiteit. Amsterdam: Anne Frank Stichting, 2000. ISBN 978-90-1208-858-9
- Buurman, Gon en Anja Meulenbelt. The Life of Women. Rotterdam: Veenman Publishers, 2007. ISBN 978-90-8690-037-4
- Buurman, Gon en Dineke Stam. De intieme blik : een keuze uit het oeuvre van fotograaf Gon Buurman  ; The intimate glance : a selection from the photographic oeuvre of Gon Buurman. Amsterdam: IHLIA, 2017